# Geometria del binario
La geometria del binario è l'insieme dei parametri tecnici che definiscono il corretto assemblaggio dei binari ferroviari e tranviari e stabiliscono le norme relative di manutenzione. La geometria del binario è trattata da una precisa branca di ingegneria e tecnica ferroviaria ed è molto importante ai fini della regolarità dell'esercizio e della sua sicurezza passiva.
Essa comprende la determinazione del corretto allineamento orizzontale e verticale del binario sui rettifili, la tracciatura del raggio di curvatura minimo ammissibile tratta per tratta, la tracciatura corretta degli innesti parabolici nelle curve, l'inclinazione relativa del binario in curva per compensare gli effetti della forza centrifuga. Sono importanti parti della branca suddetta anche quelle relative al controllo della sezione del profilo di contatto e rotolamento della rotaia e la sua usura massima ammissibile con la determinazione dei valori di sicurezza relativi.
I parametri complessivi della geometria del binario sono contenuti in apposite norme e tabelle che formano la base sulla quale operano le squadre tecniche sia per la costruzione che per la manutenzione corrente e straordinaria delle strade ferrate. Tali norme sono tanto più restrittive quanto è più elevata la velocità della linea in esame.
Oggi si impiegano sempre meno i controlli manuali della geometria dei binari e si ricorre a complesse macchine rilevatrici in grado di rilevare, analizzare e registrare in corsa estese tratte ferroviarie fornendo il supporto tecnico per le macchine operatrici che eseguono in quasi totale automatismo la correzione opportuna della geometria del tratto in oggetto.